# Günther Groissböck
Günther Groissböck (geboren am 24. September 1976 in Waidhofen an der Ybbs) ist ein österreichischer Opernsänger der Stimmlage Bass.

## Biografie

### Herkunft und musikalische Ausbildung
Groissböck ist der Sohn einer Lehrerin und des damaligen Landarztes von Waidhofen an der Ybbs. Der Vater starb, als Günther dreieinhalb Jahre alt war. Aufgewachsen ist er mit seiner Mutter und zwei älteren Schwestern. Nach Groissböcks Darstellung hatte er keinen klassischen Stimmbruch mit krächzender und brechender Stimme und hatte keine Stimmausbildung, da er nur daheim gesungen hatte. Erst durch seine Familie sei er auf seine Singstimme aufmerksam gemacht worden. Nach anderer Erzählung hatte er 1996 eines seiner Schlüsselerlebnisse auf dem Weg zum Sänger auf der Geburtstagsparty von Wolfgang Sobotkas Sohn Lukas : „[H]aben wir zu sehr später Stunde alles Mögliche gegrölt, bis ich Don Giovannis Höllenfahrt aufgelegt und den Komtur mitgesungen habe. Da stand dann allen der Mund offen.“
Vor Groissböcks professioneller Gesangsausbildung war der spätere Nationalratspräsident Wolfgang Sobotka sein Musiklehrer. Noch bis 2016 sang er in mehreren Kirchenkonzerten, die von seinem ehemaligen Lehrer dirigiert wurden. Groissböck lobt Sobotka: „Das war eigentlich das, was er hätte machen sollen.“ Ernst Sobotka, wie dessen Sohn Wolfgang Sobotka ein Musikpädagoge, vermittelte Groissböck zum Gesangsstudium an die Universität für Musik und darstellende Kunst Wien: „Man hörte sich den jungen Mann, der noch nie eine Gesangstunde besucht hatte, an und meinte: ‚Ganz nett, wie ein Führerscheinneuling, der im Ferrari sitzt‘, erinnert sich Groissböck, der sein Studium dann bei Robert Holl absolvierte.“ Ein weiterer Lehrer wurde José van Dam.

### Bühne
2002 debütierte Groissböck als einer der vier Könige in Strauss’ Die Liebe der Danae bei den Salzburger Festspielen und wurde danach als Ensemblemitglied an die Wiener Staatsoper verpflichtet, wo er als Luther in Offenbachs Les Contes d'Hoffmann debütierte und u. a. den 2. Maat in Billy Budd, den 2. Geharnischten in der Zauberflöte und den 2. Gralsritter im Parsifal sang. Als Sarastro debütierte er 2003 in Klosterneuburg.
Seine internationale Sängerkarriere begann Groissböck 2002 im Ensemble der Wiener Staatsoper, von wo er ein Jahr später von Alexander Pereira ans Opernhaus Zürich geholt wurde. Dort war er vier Jahre fest engagiert und konnte sich in größeren Partien bewähren, u. a. als Sarastro in der Zauberflöte, als Sparafucile im Rigoletto oder als Titurel im Parsifal. 2005 sang er bei den Salzburger Festspielen – als Zweitbesetzung neben René Pape – den Sarastro, 2006 und 2007 übernahm dort kleinere Rollen im Idomeneo und im Freischütz. In Wien blieb er vier Jahre: „Ich hab immer gesagt: Wenn die Met das erste Mal anklopft, kann man freigehen. Das ist 2007 passiert“, sodass er seit diesem Zeitpunkt als freischaffender Künstler tätig ist. Beginnend an der Metropolitan Opera in New York, folgten Engagements an der Mailänder Scala, an der Bayerischen und der Berliner Staatsoper, der Opéra National de Paris, der Deutschen Oper Berlin, an der De Nederlandse Opera in Amsterdam, sowie Engagements in Chicago, Los Angeles, San Francisco, Houston, am Teatro Real von Madrid und am Teatro Liceu von Barcelona. Der Bass hat sich in ein breites Repertoire erarbeitet, darunter fast alle wichtigen Wagner-Rollen (Fafner, Fasolt, Hunding, Landgraf, Pogner, König Marke, Gurnemanz und König Heinrich), den Orest in der Elektra, den Fürsten Gremin und den Sekundanten Saretzki in Eugen Onegin, sowie die Titelpartie in Boris Godunow.
Erst im Herbst 2010 kehrte Groissböck – als Sarastro – nach Wien zurück, sang dort 2011 Fafner und Hunding, und trat im Weiteren ab Jänner 2014 in zwei Staatsopern-Premieren auf: an der Seite von Krassimira Stoyanova als Wassermann in Antonín Dvořáks Rusalka und als Heinrich der Vogler in Wagners Lohengrin. Bei den Bayreuther Festspielen debütierte er 2011 als Landgraf Hermann im Tannhäuser, sang diese Rolle dort auch 2012 – unter Christian Thielemann – und 2013, übernahm zuletzt auch den Fasolt in Frank Castorfs kontroversieller Neuinszenierung des Rings des Nibelungen.
Bei den Salzburger Festspielen 2014 folgte Groissböcks erfolgreiches Rollendebüt als Ochs auf Lerchenau in Harry Kupfers Rosenkavalier-Inszenierung: „Günther Groissböck als Ochs war einer der Trümpfe des Abends, bis zuletzt bestens bei Stimme. Wie selbstverständlich nahm er die sängerische Herausforderung der sonst gestrichenen pikanten Prahlerei mit seinen – billigen – Weibereroberungen hin, er ist überhaupt ein ‚neuer‘ Ochs. Quasi idealtypisch im Sinne der Erfinder, kein derber fetter Trottel, sondern im Dunstkreis des Kaiserhofs tätig, aber ‚verbauert‘. Und verschlagen, wie sich später herausstellt. Könnte sein, dass dies ein Klischee außer Kraft setzt, das seit Richard Mayr, dem beleibten Salzburger, der zur Legende wurde, jahrzehntelang von rundlichen Komikern gepflegt wurde.“ Den Ochs verkörperte Groissböck auch an der Metropolitan in New York, Wien, München und Berlin.
2016 war er als Sarastro der Zauberflöte am Hessischen Staatstheater Wiesbaden zu sehen. In der Bayreuther Inszenierung der Meistersinger von Barrie Kosky von 2017 wurde seine Darstellung des Veit Pogner von der Kritik positiv herausgestellt. 2017 sang er an der Mailänder Scala den Kaspar im Freischütz, gefolgt von einem Engagement bei den Bayreuther Festspielen 2018 als Gurnemanz in Uwe Eric Laufenbergs Parsifal.

### Konzerte
Groissböck ist auch als Konzertsänger erfolgreich, u. a. trat er in der Berliner Philharmonie, im Gewandhaus Leipzig und in der Dresdner Frauenkirche, in der Münchner Philharmonie am Gasteig, in Wien sowohl im Musikverein, als auch im Konzerthaus, in der Boston Symphony Hall und 2014 in der New Yorker Carnegie Hall auf. Er singt die klassischen Basspartien in großen Chor- und Orchesterwerken, wie Haydns Schöpfung und Jahreszeiten, Beethovens Missa solemnis und Bruckners Te Deum, die Requien von Mozart und Verdi, sowie Beethovens Neunte und Mahlers Achte.

## Aufnahmen (Auswahl)
- Busoni: Doktor Faust
- Mahler: 8. Sinfonie Oehms Classics 2012
- Schmidt: Das Buch mit sieben Siegeln. Dirigent: Fabio Luisi. Mit Herbert Lippert, Jan-Hendrik Rootering, Annette Dasch, Natele Nicoli, Johannes Chum, Günther Groissböck, Michael Schönheit, MDR-Rundfunkchor Leipzig, MDR-Sinfonieorchester, 2004; erschienen bei Querstand 2005
- Wagner: Lohengrin. PentaTone Classics 2012
- Deutsche Volkslieder, Sony 2010
- Schubert: Winterreise, Decca 2017
- Herz-Tod: Brahms, Wagner, Wolf, Mahler mit Gerold Huber, Universal Music 2018
- Nicht Wiedersehen! Lieder von Strauss, Rott und Mahler mit Malcolm Martineau, Gramola 2022[7]

## Film
- KulturWerk. Opernsänger Günther Groissböck. Gespräch mit Video-Einspielungen, Österreich, 2014, 45:20 Min., Moderation: Barbara Rett, Produktion: Don’t panic Productions, ORF III, Reihe: KulturWerk. Erstsendung am 12. August 2014 auf ORF III.[8]
- Ich leb’ allein in meinem Himmel von Astrid Bscher, 2024[9]

## Auszeichnungen
- Österreichischer Musiktheaterpreis 2020 – Medien-Sonderpreis[10]